# 마르크스주의와 종교
마르크스주의를 제창한 19세기 독일 철학자 칼 마르크스는 종교를 "영혼없는 상태의 영혼", "인민의 아편"이라고 보았다. 마르크스에게 종교는 현실의 착취에 대한 항의이자, 동시에 실재하는 고통에 대한 항의이다. 또한 마르크스는 종교를 노동자 계급의 열악한 경제 상황과 소외에 대한 항의의 한 형태로 보았다.
마르크스-레닌주의 해석에서, 모든 현대 종교와 교회는 "노동계급의 착취와 어리석음"을 위해 사용되는 "부르주아 반동의 기관"으로 간주된다. 블라디미르 레닌 이후 소비에트 연방, 마오쩌둥 통치하의 중화인민공화국과 같은 20세기 마르크스- 레닌주의 정부는 국가 무신론을 도입하는 규칙을 시행했다. 

## 마르크스주의 정치 이론가와 종교 혁명가

### 종교에 대한 칼 마르크스의 견해
종교에 대한 마르크스의 견해에 대해서는 여러 해석이 존재한다. 마르크스는 1843년 출간한 헤겔 법철학 비판에서 다음과 같이 썼다.

종교적 고통은, 현실의 고통의 표현이자, 현실의 고통에 대한 저항이다. 종교는 억압된 피조물의 탄식이며, 심장 없는 세상의 심장이고, 영혼 없는 현실의 영혼이다. 이것은 인민(人民)의 아편(阿片)이다.

인민에게 있어서 환각적(幻覺的) 행복인 종교를 버리라는 것은, 곧 현실의 행복을 지향(志向)하라는 것이다. 현실에 대한 환각을 버리라는 요구는, 환각을 필요로 하는 현실을 포기하라는 것이다. 말하자면, 종교에 대한 비판은 곧 종교라는 후광을 업은 속세에 대한 맹아적(萌芽的)인 비판이다.

독일어: Das religiöse Elend ist in einem der Ausdruck des wirklichen Elendes und in einem die Protestation gegen das wirkliche Elend. Die Religion ist der Seufzer der bedrängten Kreatur, das Gemüth einer herzlosen Welt, wie sie der Geist geistloser Zustände ist. Sie ist das Opium des Volks.

Die Aufhebung der Religion als des illusorischen Glücks des Volkes ist die Forderung seines wirklichen Glücks. Die Forderung, die Illusionen über seinen Zustand aufzugeben, ist die Forderung, einen Zustand aufzugeben, der der Illusionen bedarf. Die Kritik der Religion ist also im Keim die Kritik des Jammertales, dessen Heiligenschein die Religion ist.
— 1843년, 《헤겔 법철학 비판》(독일어: Zur Kritik der Hegelschen Rechtsphilosophie) 서문(序文)

그럼에도 마르크스가 영적인 생활에 대해 반대하지는 않았다. 1844년 경제 및 철학 원고의 "노동임금"에서 마르크스는 다음과 같이 썼다. "더 큰 정신적 자유 속에서 발전하려면 사람들은 그들의 육체적 요구에 대한 구속을 끊어야 한다. 그들은 육체의 노예가 되는 것을 멈춰야 한다. 무엇보다도 그들은 영적인 창조활동과 영적인 즐거움을 위해 자유로이 시간을 가져야 한다."

### 종교에 관한 블라디미르 레닌
종교에 대한 노동자당의 태도에서 레닌은 다음과 같이 썼다.

종교는 국민의 아편이다. 마르크스의 이 말은 종교에 대한 마르크스주의의 전체 이념의 초석이다. 모든 종류의 종교 단체와 모든 종류의 현대 종교와 교회는 항상 마르크스주의에 의해 노동계급의 착취와 어리석은 행위를 보호하는 데 사용되는 반동의 기관으로 여겨진다. 
그러나 어떤 경우에도 우리는 종교적 문제를 계급 투쟁과 무관한 '지적인; 질문으로 추상적이고 이상주의적인 방식으로 제기하는 과오를 범해서는 안된다. 이는 부르주아 계급 간의 급진적인 민주주주의자들이 드물게 하는 일이 아니다. 노동자의 끝없는 탄압과 강압에 기초한 사회에서 종교적 편견은 순수한 선전방식으로 해소될 수 있다고 생각하는 것은 어리석은 일일 것이다. 인류를 짓누르는 종교의 명예가 단지 생산물이자 사회 내 경제적 멍에의 반영이라는 사실을 잊는 것은 부르주아적 편협함일 것이다. 자본주의의 어둠의 세력과의 투쟁에서 깨우치지 않는 다면 아무리 많은 소책자나 아무리 설교를 해도 무산계층을 계몽할 수 없다.  

## 마르크스-레닌주의 국가에서

### 소련의 종교
소련 시민들의 일상 생활에서 종교의 역할은 매우 다양했지만 소련 인주의 3분의 2는 비종교적이었다 집권 공산당원들과 정부 고위 관리들을 포함한 약 절반의 사람들이 무신론을 공언했다. 대부분의 소련 시민들에게는 종교는 무관한 것처럼 보였다. 1991년 말 붕괴 이전에는 소련의 종교에 대한 공식 수치는 구할 수 없다. 

### 중화 인민 공화국의 종교
중화인민공화국은 1949년에 설립되었으며 초기 역사의 상당 부분 봉건주의와 외국 식민주의의 상징로 여겨지는 종교에 대한 적대적인 태도를 유지해 왔다. 중국 공산당은 여전히 무신론자로 남아있고 종교는 엄격한 규제를 받고 있다. 하지만 특정한 국가 운영 교회, 모스크, 사원만 예배가 허용된다. 

## 공산주의와 아브라함 종교

### 공산주의와 기독교
공산주의 선언문에서 칼 마르크스와 프리드리히 엥겔스는 다음과 같이 썼다. "기독교 금욕주의에 사회 주의적 분위기를주는 것보다 쉬운 일은 없다. 기독교는 사유 재산, 결혼, 국가에 대해 선언하지 않았습니까? 자선과 가난, 독신 생활과 육체의 절제, 수도원 생활 및 어머니 교회 대신에 설교하지 않았습니까?"  
기독교 공산주의는 기독교 사회주의의 급진적인 형태로 볼 수 있다. 예수 그리스도의 가르침이 기독교 인들에게 공산주의를 이상적인 사회 체게로 지지하도록 강요한다는 견해에 바탕을 둔 신학적, 정치적 이론이다. 기독교 공산주의를 옹호하는 사람들은  예수님이 가르쳤고, 사도들이 그것을 실천했다고 주장한다. 

### 공산주의와 이슬람
1940년대부터 1960년대까지 공산주의자들과 사회주의자, 이슬람주의자들은 때때로 식민주의에 반대하고 국가의 독립을 추구하기 위해 힘을 합쳤다. 이슬람 공화국에 반대하는 망명 정당인 이란의 무자헤딘은 한때 공산주의 이상을 주창했지만 이후로는 이를 저버렸다. 

### 공산주의와 유대교
다수의 저명한 종교인들을 포함한 일부 정통 유대인들은 무정부주의자나 마르크스 공산주의 버전을 적극적으로 지지했다. 다양한 혁명과와 영토주의자들이 대표적이다.

## 공산주의와 불교
불교는 둘 다 무신론적으로 해석될 수 있고, 거의 틀림없이 장연 세계와 물질의 정신의 관계에 대한 그들의 견해와 유사점을 공유할 수 있다는 점에서 공산주의와 양립할 수 있다고 알려져 있다. 
달라이 라마는 "모든 현대 경제 이론에서 마르크스 주의의 경제체제는 도덕적 원칙에 기초하고 자본주의는 이득과 수익에만 관심을 두고 있다."고 말했다. 구 소련에서 정권의 실패는 나에게 마르크스 주의의 실패가 아니라 전체주의의 실패였다. 이런 이유로 나는 여전히 나를 반 마르크스 주의자, 반불교 신자로 생각한다."

## 공산주의에 대한 종교적 비판
공산주의의 인식된 무신론적인 성격때문에 어떤 사람들은 공산주의가 종교를 박해한다고 비난해 왔다. 게다가, 또 다른 비판은 공산주의 자체가 종교라는 것이다. 

## 기타 추천 자료
- 반종교
- 기독교 무신론

- 해방 신학

- 종교적 공산주의
- 종교적 박해

## 같이 보기
- 반종교주의
- 기독교 무신론
- 해방 신학
- 적색 테러
- 종교공산주의
- 종교 박해

## 추가 자료
- Smolkin, Victoria / A Sacred Space is Never Empty : A History of Soviet Atheism (Princeton UP, 2018) online reviews